# Station Pirmasens Nord
Station Pirmasens Nord is een spoorwegstation in de Duitse plaats Thaleischweiler-Fröschen, en wel in het gehucht Biebermühle. Het station werd in 1875 geopend, en heette tot 1938 Bahnhof Biebermühle.

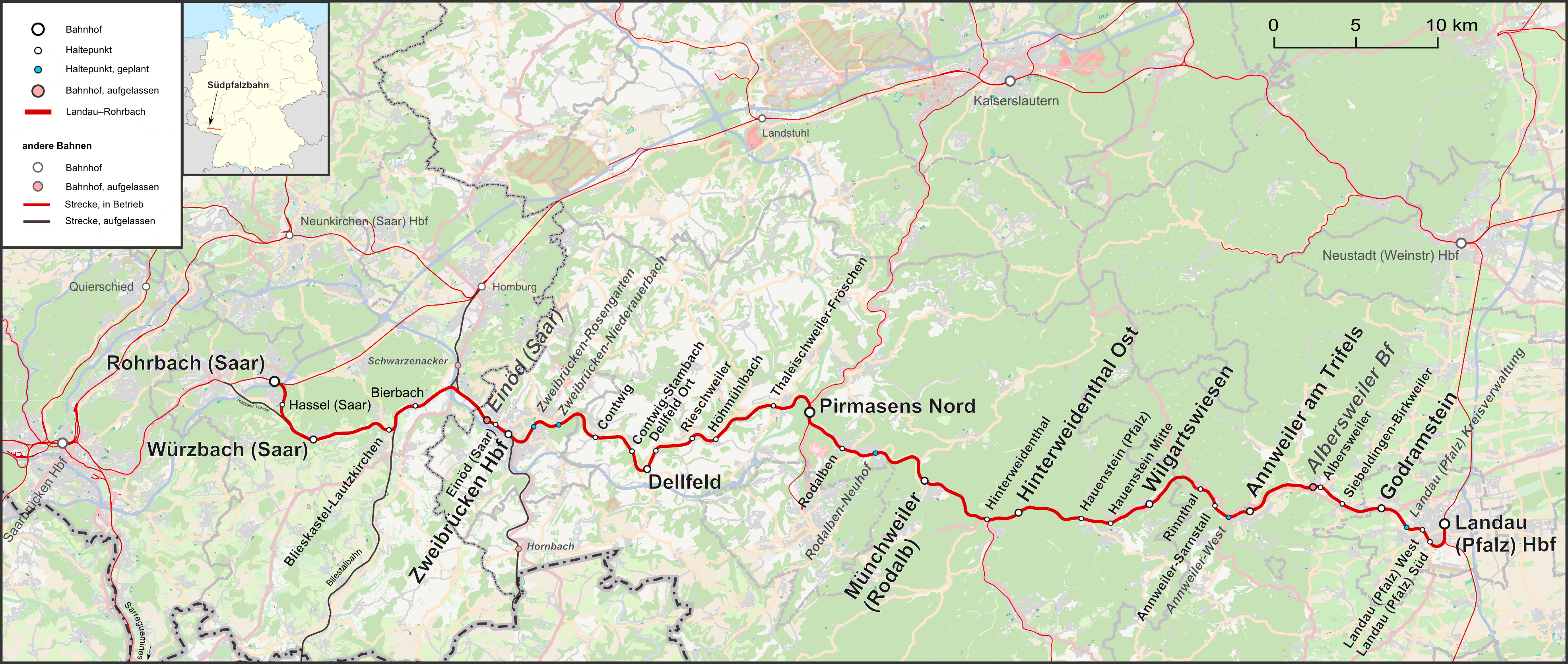
Kaart spoorlijn naar Rohrbach
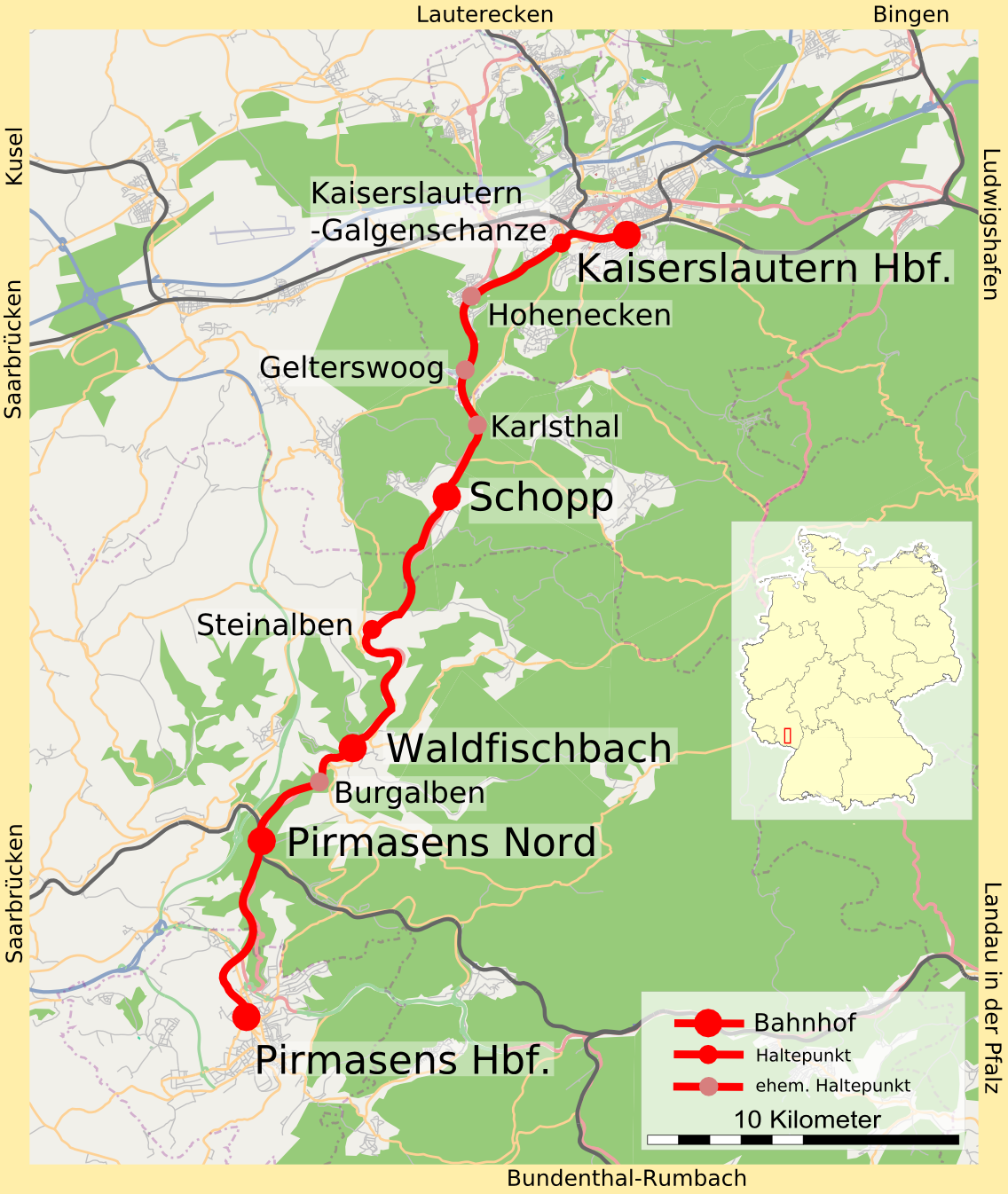
Kaart spoorlijn Pirmasens-Kaiserslautern
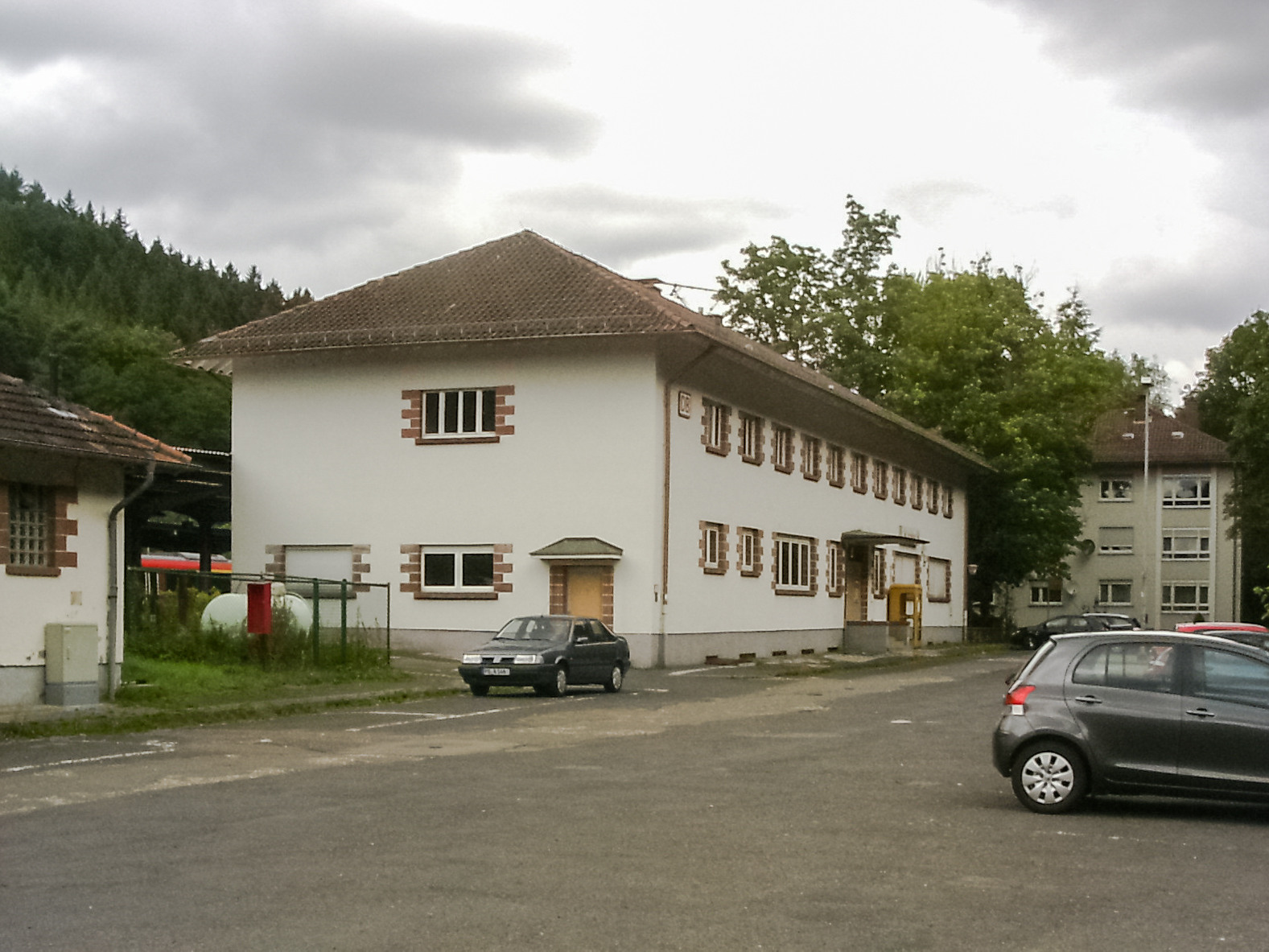
Voormalig stationsgebouw (1938)
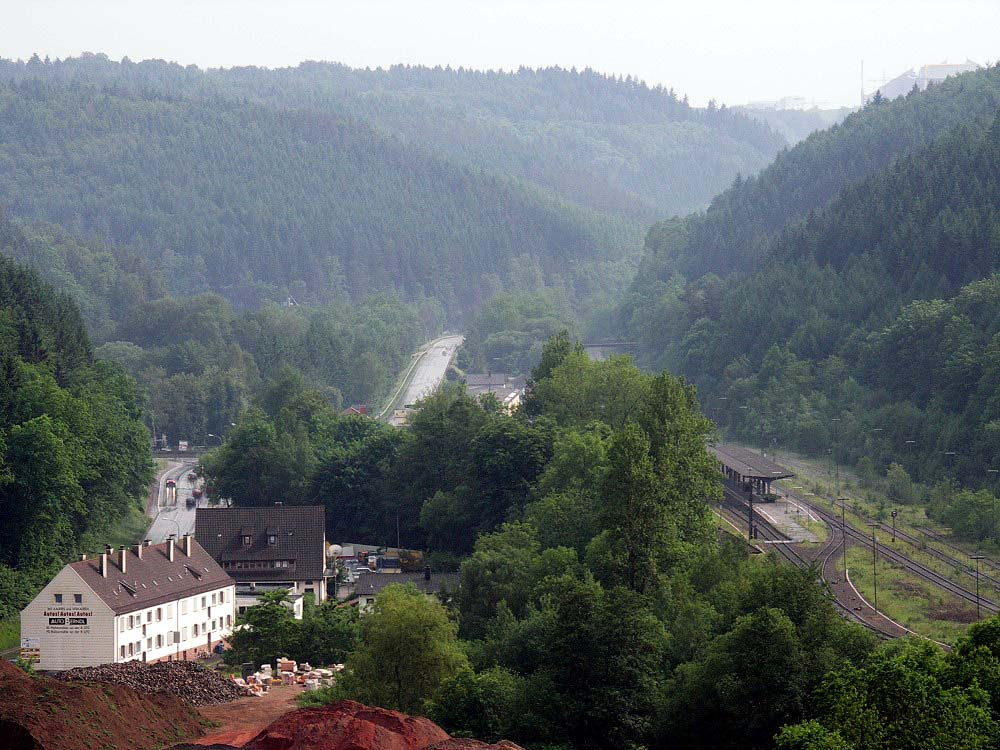
Het station (rechts) en het gehucht Biebermühle (links)

De spoorlijnen, die dit station aandoen, zijn:
- de lijn Rohrbach (Saar) - Landau v.v. met als eindpunt Station Landau (Pfalz), ook wel Queichtalbahn (oostelijk van Pirmasens Nord)  of Schwarzbachtalbahn (westelijk van Pirmasens Nord)  genaamd
- de lijn Pirmasens- Kaiserslautern v.v., met als eindpunt Kaiserslautern Hauptbahnhof, ook wel Biebermühlbahn genaamd.

Het zijn allebei lokaalspoorlijnen, waarop één keer per uur in beide richtingen een stoptrein rijdt.